# فريدريك لانجه (سياسي)
فريدريك لانجه (بالألمانية: Friedrich Lange)‏ هو صحفي وسياسي ألماني، ولد في 10 يناير 1852 في غوسلار في ألمانيا، وتوفي في 26 ديسمبر 1917 في دتمولد في ألمانيا.